# Talking Tom & Friends (serie animada)
Talking Tom & Friends (conocida como Talking Tom and Friends hasta el 24 de marzo de 2021) es una serie web animada de Outfit7 Limited y ARX Anima, basada en la franquicia de medios Talking Tom & Friends del mismo nombre. Fue producido por el estudio de animación austríaco ARX Anima durante las temporadas 1-3 y por el español People Moving Pixels durante las temporadas 4-5. Sus personajes principales son Talking Tom, Talking Ben, Talking Ginger, Talking Hank, Talking Angela y Talking Becca. Sin embargo, esta no es la primera webserie de Talking Tom, ya que anteriormente en 2012, se había hecho otra serie llamada Talking Friends, producida por Disney y Outfit7. En la webserie estaban los mismos personajes, con la excepción de Talking Hank y Talking Becca, ya que en aquel entonces esos personajes no se habían creado. En su lugar estaban los personajes Talking Pierre y Talking Gina, siendo la única webserie en la que ellos aparecen.

El antiguo logotipo del programa, reemplazado durante la temporada 5.

## Premisa
La serie sigue Talking Tom y la vida cotidiana de sus amigos. Tom y Ben desarrollan aplicaciones móviles y otras invenciones que tratan de mostrar al mundo. Después del éxito de la serie animada de Talking Tom and Friends, millones de personas querían la nueva temporada de la serie para continuar la historia de Tom y sus amigos. La serie puede ser que esté pausada o cancelada, aún no se sabe pero la historia de Talking Tom y sus amigos debe de continuar

## Personajes

### Principales
- Tom: Un gato antropomórfico atigrado gris. Él desarrolla aplicaciones con Ben y prefiere estar en el lado del negocio de las cosas. Hank describe a Talking Tom como travieso, carismático, enérgico y trata de hacer cosas, el líder de su pandilla que le gusta divertirse.
- Ben: Un perro marrón/tostado y el mejor amigo de Tom. Le gusta inventar cosas y trabajar en aplicaciones, centrándose en sus aspectos técnicos como la programación de computadoras. Adomian describe a Talking Ben como el cerebro del grupo, muy serio, pero se asusta mucho.
- Angela: Una gata blanca que es el interés amoroso de Tom. Ella aspira a ser una cantante. Schwartz la describe como "super divertida y femenina", y a veces tímida, otras veces saliente. Este fue el primer papel de voz de Schwartz, y llegó a cantar mucho.
- Ginger: Un joven gato anaranjado y el vecino de Tom. En la primera temporada, dijo que es de la segunda familia más rica de la ciudad. Bamford le gusta cuando el reparto de voz está todo en la sala juntos para grabar.
- Hank: Un perro blanco con una mancha azul alrededor de uno de sus ojos y patas azules. Él es el compañero de cuarto de Tom y disfruta de comedias de televisión, a menudo haciendo referencias a ellos como se aplican a sus vidas. Kenny describe a Hank como su punto dulce de hacer los caracteres agradables y estúpidos.
- Becca: Una coneja gris/negra con pelo violeta y negro . Ella es aventurera y algo sarcástica, a veces tiene conflictos con Angela, pero siempre los resuelven. Debutó en la 4.ª temporada y actualmente sale en casi todos los capítulos

### Recurrentes
- Roy Rakoon: el nuevo vecino de Tom, un mapache que al principio parece un filántropo rico y genial, pero se convierte en el rival de Tom y se demuestra que es un criminal manipulador. Es el principal antagonista de la quinta temporada.
- El CEO: Un hombre de negocios rico con quien Tom y sus amigos se cruzan ocasionalmente. Su nombre de pila es Carl y cree que "CEO" significa "Chief Everything Officer" (director de todo). A partir de la segunda temporada, tiene un papel más importante como rival que intenta encontrar formas de robar los inventos de Tom y Ben o cerrar su empresa. En episodios posteriores, incluso llega al punto de intentar matar a Tom. En la temporada 4, se va de vacaciones largas y deja a su mascota, Goldie, a cargo de la empresa.
- Darren: Un niño rico que inicialmente se muestra como un rival snob de Ginger en un torneo de tenis. Más tarde se revela que es el sobrino del CEO. Actúa de manera snob con Ginger y la pandilla, y más tarde se muestra que desea en secreto convertirse en el heredero del CEO, a menudo refiriéndose accidentalmente al CEO como "mi herencia" cuando el CEO está en peligro.
- Santa Claus: Un personaje que aparece en episodios del programa con temática navideña.
- Dr. Internet Doctor: un médico que dirige su consultorio a través de cámaras web. A veces finge trabajar en otras profesiones relacionadas, como terapeuta en línea. Sus habilidades como médico no son muy legítimas.
- MC: Organizador y anfitrión de eventos que usa un casco que muestra una imagen pixelada de un rostro y viste una camiseta. En "El sexto amigo", revela que su nombre es Maurice Claremont.
- Mel y Flo: miembros de los "LISTILLOS" (LA Sociedad Mentalmente Avanzada Superdotada Intelectualmente). Mel y Flo tienen cabello blanco y generalmente usan batas de laboratorio blancas y anteojos con marco negro. Después de que Ben abandonó los SMARTIES porque Mel y Flo se burlaban de sus amigos, comenzaron a actuar de manera grosera con Ben y afirmaron que Ben abandonó su club porque "era un fracaso".
- Autumn Summers: es una ejecutiva de una empresa de moda que es la anfitriona de la mayoría de los desfiles de moda y con quien Tom y Angela se cruzan ocasionalmente. En la temporada 4, contrata a Tom como modelo y lo despide por dejar el escenario para salvar a Ginger.
- Rhonda: camarera y dueña del restaurante que suelen visitar Tom y sus amigos. En "Angela Camarera", se revela que el Casero también es dueña del edificio donde se encuentra el restaurante.
- Jeremy el Germen: un germen azul con forma de gota que fue un antiguo antagonista pero que luego se reformó. Aunque parecía lindo y sociable, deseaba enfermar a todos. Al final de la temporada 3, Jeremy se muda al garaje debido a un trato que hizo con Tom en el que se desharía de los "Zappers" que se habían escapado de un videojuego y habían entrado al mundo real. En la temporada 4, cambia sus malos caminos y se limpia y se une al resto de la pandilla. En los episodios posteriores, se descubre que tiene un hermano llamado Nigel, que intenta hacer que Jeremy vuelva a ser malvado, pero falla. Más tarde, consigue un trabajo en el restaurante y se va para perseguir su pasión.
- Bongo y McGillicuddy: los protagonistas del programa de televisión favorito de Hank, llamado "Bongo & McGillicuddy". Bongo es un oficial de policía humano y McGillicuddy es su asistente, un orangután. Ocasionalmente interactúan con Hank cuando Hank ingresa a su mundo o cuando ingresan al mundo de Hank. En su primera aparición, se muestra que miran "Talking Tom & Friends" como un programa.
- El Casero: el casero de Tom y Hank, que les alquila su garaje. No le gusta el ruido excesivo y a menudo amenaza con desalojar a sus inquilinos si hacen algo que no le gusta o no pagan el alquiler. Es un ex campeón de ping pong. Hank muestra deferencia con él, a menudo usando un vocabulario real cada vez que aparece, lo que molesta al casero.
- Victoria Payne: una crítica musical conocida por ser muy dura con los cantantes emergentes. Presenta un programa en el que les da el pulgar arriba o el pulgar abajo a los cantantes. Más tarde se muestra que es enemiga de Angela, MC y Ricky DeLuna.
- Will Zee: amigo de la infancia de Tom. Will, que en un principio era un chico nerd, se ha convertido en un skater profesional muy popular al que la pandilla admira, lo que al principio pone celoso a Tom.
- Boomerang: un programa de inteligencia artificial que Ben diseñó a partir de una consola de juegos portátil. Considera a Ben como su padre y progresa rápidamente a través de la infancia y la adolescencia, pero se vuelve tan avanzado que la computadora en la que se encuentra ya no puede ejecutarlo. Al no tener otra opción, Ben lo libera en Internet.
- Xenon: una chica nerd que inicialmente se muestra trabajando en una tienda de electrónica, que se convierte en la novia de Ben. Ella y Ben conversan regularmente usando cámaras web; a lo largo de la temporada 2, controla de forma remota un robot que sostiene la tableta que Ben usa para comunicarse con ella. A partir del episodio final de la temporada 3, se muestra que trabaja para una misteriosa organización conocida como "la Agencia". Ella y Ben se llevan bien nuevamente después de que Ben descubre que Xenon en realidad quiere ayudar a la pandilla.

## Reparto
| Personaje | Voz original (inglés) | Actor de doblaje (Latinoamérica) | Actor de doblaje (Castellano) |
| --------- | --------------------- | -------------------------------- | ----------------------------- |
| Tom       | Colin Hanks           | Orlando Noguera                  | Jesús Pinillos                |
| Ben       | James Adomian         | Hernán Chavarro                  | Jos Gómez                     |
| Angela    | Lisa Schwartz         | María José Estévez               | Pilar Martín                  |
| Hank      | Tom Kenny             | Rómulo A. Bernal                 | Rafa Romero                   |
| Ginger    | Maria Bamford         | Ahrid Hannaley                   | Eba Ojanguren                 |
| Becca     | Maria Bamford         | Judith A. Noguera                | Nuria Marín Picó              |

## Episodios
| Temporada | Temporada  | Episodios | Episodios | Lanzamiento original    | Lanzamiento original    |
| Temporada | Temporada  | Episodios | Episodios | Primera emisión         | Última emisión          |
| --------- | ---------- | --------- | --------- | ----------------------- | ----------------------- |
|           | Piloto     | Piloto    | Piloto    | 23 de diciembre de 2014 | 23 de diciembre de 2014 |
|           | 1          | 51        | 51        | 30 de abril de 2015     | 22 de diciembre de 2016 |
|           | 2          | 26        | 26        | 15 de junio de 2017     | 8 de marzo de 2018      |
|           | 3          | 26        | 26        | 12 de mayo de 2018      | 27 de diciembre de 2018 |
|           | 4          | 26        | 26        | 16 de mayo de 2019      | 27 de marzo de 2020     |
|           | 5          | 26        | 26        | 8 de mayo de 2020       | 24 de diciembre de 2021 |
|           | Minisodios | 8         | 8         | 5 de febrero de 2015    | 4 de febrero de 2016    |

## Producción
El 7 de octubre de 2013, Outfit7 anunció que habían contratado al animador estadounidense Joe Ansolabehere para crear una serie de televisión de comedia CGI de 52 episodios de 11 minutos basada en la franquicia Talking Tom & Friends , bajo el nombre de Tom on the Road . La serie iba a estar protagonizada por Tom, Ben, Angela y Ginger, y se estrenaría a finales de 2014. El 3 de marzo de 2014, Kidscreen Magazine anunció que la serie se llamaría Talking Tom and Friends y, en su lugar, sería producida por el estudio creativo Screen 21 de BRB International.  Sin embargo, las primeras 3 temporadas terminaron siendo desarrolladas y producidas con el estudio de animación europeo ARX Anima.
El episodio piloto se lanzó oficialmente el 23 de diciembre de 2014 como una serie animada CGI y presentó un nuevo personaje llamado Hank.
El 23 de febrero de 2015, Outfit7 anunció que la serie completa se estrenaría el 30 de abril y que se lanzarían nuevos episodios semanalmente. Ganó el premio a la Mejor Serie Animada en los Premios Cablefax de 2016  y, por lo tanto, el 29 de agosto de 2016, el programa recibió luz verde para una segunda temporada con otros 52 episodios, pero el producto final solo tuvo 26 episodios y los episodios restantes se convirtieron en la temporada 3. 

## Transmisión y lanzamiento
Comenzó a emitirse el 30 de abril de 2015 por la plataforma YouTube en inglés y el 14 de septiembre de 2017 en español. Turner Broadcasting System Europe ha adquirido los derechos de televisión del Reino Unido a "Talking Tom and Friends" [cita requerida] y se estrenó en Boomerang Estados Unidos el 5 de septiembre de 2016. 

## Recepción
El programa tiene una calificación de tres estrellas de cinco por parte de Common Sense Media, que dice que "Talking Tom & Friends se centra en las estrellas animadas de una popular serie de aplicaciones, por lo que los niños que los conocen y los aman querrán ver sus payasadas televisivas. En general, el contenido está bien para los niños y hay muchas tonterías (y algunos ruidos corporales y humor) para mantenerlos entretenidos. Esa es la intención principal del programa, así que no esperes muchos momentos de enseñanza. Los personajes discuten y se ponen de los nervios a veces, y algunas peleas se vuelven físicas con peleas y luchas, pero no hay lesiones". 
En 2016, el programa ganó los premios Cablefax Program Awards a la mejor serie animada.  El programa está disponible en YouTube, donde el canal oficial del programa tiene 15,8 millones de suscriptores y 6,7 mil millones de visitas en agosto de 2024. Y el canal en español tiene 8,74 millones de suscriptores y 3,4 mil millones de vistas. 